# Зверовете на дивия юг
„Зверовете на дивия юг“ (на английски: Beasts of the Southern Wild) е американски драматичен филм от 2012 г. на режисьора Бен Зайтлин.
Сценарият, написан от Зайтлин и Луси Алибар, е базиран на пиесата на Алибар „Juicy and Delicious“. Премиерата е на 20 януари 2012 г. на кинофестивала Сънданс, а в България е показан по време на Sofia Independent Film Festival през 2013 г. Това е първият пълнометражен филм, който Бен Зайтлин режисира, а също и дебют за Куавенжаней Уолис и Дуайт Хенри, които изпълняват главните роли.

## Награди и номинации
| Категория                              | Номиниран(и)                | Резултат                    |
| Оскар (24 февруари 2013 г.)            | Оскар (24 февруари 2013 г.) | Оскар (24 февруари 2013 г.) |
| -------------------------------------- | --------------------------- | --------------------------- |
| Най-добър филм                         | Най-добър филм              | номинация                   |
| Най-добър режисьор                     | Бен Зайтлин                 | номинация                   |
| Най-добър адаптиран сценарий           | Бен Зайтлин и Луси Алибар   | номинация                   |
| Най-добра женска роля                  | Куавенжаней Уолис           | номинация                   |
| Награда на БАФТА (10 февруари 2013 г.) |                             |                             |
| Най-добър адаптиран сценарий           | Бен Зайтлин и Луси Алибар   | номинация                   |
| Сателит (16 декември 2012 г.)          |                             |                             |
| Най-добър филм                         | Най-добър филм              | номинация                   |
| Най-добра кинематография               | Бен Ричардсън               | номинация                   |
| Най-добра филмова музика               | Дан Ромър и Бен Зайтлин     | номинация                   |
| Бредбъри                               |                             |                             |
|                                        | Бен Зайтлин и Луси Алибар   | награда                     |
| Сатурн (26 юни 2013 г.)                |                             |                             |
| Най-добър млад актьор                  | Куавенжаней Уолис           | номинация                   |
| Емпайър (24 март 2013 г.)              |                             |                             |
| Най-добър женски дебют                 | Куавенжаней Уолис           | номинация                   |

На 9-годишна възраст Куавенжаней Уолис става най-младата актриса, номинирана за Оскар за най-добра женска роля.